# San Antonio del Alto, Jalisco
San Antonio del Alto är en ort i Mexiko.   Den ligger i kommunen Encarnación de Díaz och delstaten Jalisco, i den centrala delen av landet, 400 km nordväst om huvudstaden Mexico City. San Antonio del Alto ligger 1 807 meter över havet och antalet invånare är 484.
Terrängen runt San Antonio del Alto är en högslätt, och sluttar västerut. Runt San Antonio del Alto är det ganska tätbefolkat, med 65 invånare per kvadratkilometer. Närmaste större samhälle är Encarnación de Díaz, 14,4 km nordost om San Antonio del Alto. Trakten runt San Antonio del Alto består till största delen av jordbruksmark.